# Daisy Donovan
Daisy Donovan (* 23. Juli 1973 in London) ist eine britische Schauspielerin, Autorin und Produzentin.

## Leben und Karriere
Ihre Eltern sind der britische Modefotograf und Filmregisseur Terence Donovan und seine Ehefrau Diana Donovan, die Leiterin der English National Ballet School. Ihr Bruder Terry Donovan ist Mitgründer der Rockstar Games. Dan Donovan, Keyboarder der ehemaligen Band Big Audio Dynamite, ist ihr Halbbruder.
Daisy Donovan besuchte die St. Paul’s Girls School im Londoner Stadtteil Hammersmith. Sie studierte Klassik an der Universität Cambridge, brach dieses Studium jedoch ab und wechselte an die Edinburgh University, um dort ein Studium in Darstellender Kunst zu belegen. Nach dem Abschluss ging sie an die bekannte London Academy of Music and Dramatic Art.
Zu Beginn ihrer Karriere arbeitete sie 1998 als Empfangsdame und Botin in den ersten Folgen von The Eleven O'Clock Show. Deren Produzenten waren auf der Suche nach einer weiblichen Moderatorin und wurden in ihrer vornehm sprechenden Empfangsdame Daisy Donovan fündig. In der Folgezeit leitete sie Shows wie Does Doug Know? und Daisy Does America.
Neben ihrem Wirken als Fernsehmoderatorin ist sie auch als Schauspielerin bekannt. Im deutschsprachigen Raum wurde sie durch ihre Rolle der Martha in der 2007 erschienenen britischen Schwarzen Komödie Sterben für Anfänger neben Hauptdarsteller Matthew Macfadyen bekannt.
Donovan heiratete im Jahr 2005 in Marokko ihren langjährigen Freund, den britischen Komiker und Produzenten Dan Mazer. Das Paar hat zwei Töchter und lebt im Westen von London.

## Filmografie

### Filme
- 1997: Spice World – Der Film (Spice World)
- 1998: Still Crazy
- 1999: Parting Shots
- 1999: The Unexpected Mrs. Pollifax
- 2003: Du stirbst nur zweimal (Second Nature)
- 2004: Millions
- 2005: Angell's Hell
- 2007: Sterben für Anfänger (Death at a Funeral)
- 2007: The Grey Man
- 2007: The Waiting Room
- 2008: Wild Child

### Fernsehserien
- 2000: My Family (7 Episoden)
- 2004: Agatha Christie’s Poirot – Tod auf dem Nil (Death on the Nile, Fernsehfilm)
- 2005: Coming Up (Episodenrolle)

### Fernsehshows
- 1998–2000: The Eleven O'Clock Show
- 2002: Does Doug Know?
- 2002: RI.SE
- 2003: Daisy, Daisy
- 2005–2007: Daisy Does America
- 2008: Supersize vs Superskinny